# Morikawa Takumi
Takumi Morikawa (sinh ngày 11 tháng 7 năm 1977) là một cầu thủ bóng đá người Nhật Bản.

## Sự nghiệp câu lạc bộ
Takumi Morikawa đã từng chơi cho Kashiwa Reysol, Kawasaki Frontale, Consadole Sapporo, Vegalta Sendai và Rosso Kumamoto.